# بوبي بورغس
بوبي بورغس (بالإنجليزية: Bobby Burgess)‏ هو راقص أمريكي، ولد في 19 مايو 1941 في لونغ بيتش في الولايات المتحدة.